# Cailloux-sur-Fontaines
Cailloux-sur-Fontaines es una comuna francesa situada en la Metrópoli de Lyon, de la región de Auvernia-Ródano-Alpes. Pertenece a la aglomeración urbana de Lyon.

## Demografía
| 764 | 751 | 863 | 1 015 | 1 750 | 2 172 | 2 509 | 2 722 |
| Para los censos de 1962 a 1999 la población legal corresponde a la población sin duplicidades (Fuente: INSEE [Consultar]) |     |     |       |       |       |       |       |